# Kakeru Kumagawa
Kakeru Kumagawa (jap. 熊川 翔, Kumagawa Kakeru; * 2. April 1997 in der Präfektur Saitama) ist ein japanischer Fußballspieler.

## Karriere
Kakeru Kumagawa erlernte das Fußballspielen in der Jugendmannschaft von Kashiwa Reysol sowie in der Universitätsmannschaft der Ryūtsū-Keizai-Universität. Seinen ersten Vertrag unterschrieb er 2017 beim Iwaki FC in Iwaki. 2020 wechselte er zum Yokohama FC. Der Verein aus Yokohama spielte in der höchsten Liga des Landes, der J1 League. Sein Erstligadebüt gab er am 18. Juli 2020 im Heimspiel gegen Kawasaki Frontale. Hier wurde er in der 70. Minute für Katsuhiro Nakayama eingewechselt. Im Februar 2021 wechselte er auf Leihbasis zum Drittligisten Yokohama Sports & Culture Club.

## Erfolge
Iwaki FC
- Fukushima Prefectural Football League (Division 1): 1. Platz
- Tohoku Soccer League Division 2 South: 1. Platz
- Tohoku Soccer League Division 1: 1. Platz